# Proclorófita

Proclorófitas é um termo que caiu em desuso entre especialistas. Designava bactérias da ordem Prochlorales. Acreditava-se que essa ordem era o elo perdido entre cianobactérias e os cloroplastos, daí o nome. 
São bactérias Gram-negativas oxigênicas fotossintetizantes, que possuem clorofila dos tipos a e b. Esses tipos de clorofila são os mesmos que ocorrem nos cloroplastos de algas verdes e plantas. Elas também possuem as vezes, tilacóides empilhados, como os cloroplastos de algas verdes e plantas.
Elas distinguem-se das outras cianobactérias por não apresentarem ficobilinas (assim também como os cloroplastos de algas verdes e plantas), pigmento acessório ao processo de fotossíntese.
Há apenas três gêneros . Prochloron vivem em associação mutualística com ascídias (protocordados) coloniais e as do gênero Prochlorothrix foram encontradas apenas em lagos da Holanda. O terceiro gênero, Prochlorococcus, com cerca de 35 espécies descritas, reúne bactérias esféricas com 0,5 a 0,7 μm de diâmetro, que vivem em mar aberto.
Apesar da grande similaridade, mostrou-se através de análise molecular que não são as originadoras dos cloroplastos, sendo agora consideradas cianobactérias que convergiram para essa similaridade com os cloroplastos de algas verdes e plantas .